# Syrinx (orgaan)

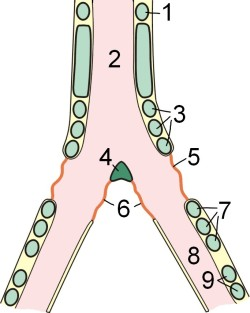
Syrinx

De syrinx is het 'spraak'orgaan van een vogel. De syrinx bevindt zich aan het eind van de luchtpijp, waar deze zich opsplitst naar de bronchiën (luchtgeleiders naar beide longkwabben) en maakt geluid zonder de bij zoogdieren gebruikelijke stembanden. Het geluid wordt geproduceerd door het trillen van een combinatie van kraakbeen en membranen, die aangestuurd worden door zeer snelle spieren met een bewegingstijd van minder dan 10 ms. Sommige vogels (bijvoorbeeld papegaaien) kunnen hiermee menselijke woorden nabootsen. Bij diverse zangvogels kan de syrinx meerdere geluiden tegelijkertijd produceren.